# Sowetskoje wojennoje obosrenije
Sowetskoje wojennoje obosrenije (Советское военное обозрение) war eine sowjetische illustrierte militärpolitische Monatszeitschrift des Verteidigungsministeriums der UdSSR, die von 1965 bis 1989 im Verlag Krasnaja swesda (Красная звезда, „Roter Stern“) in Russisch, Englisch, Französisch, Spanisch, Portugiesisch, Arabisch und Dari-Persisch veröffentlicht wurde.

## Geschichte
1964 beauftragte das Zentralkomitee der KPdSU das Verteidigungsministerium der UdSSR und die Politische Direktion der Roten Armee und der Roten Marine (Главное политическое управление Советской армии и Военно-морского флота), eine gedruckte Veröffentlichung in Fremdsprachen zur Berichterstattung über die Aktivitäten der KPdSU und der Regierung der Sowjetunion zu Fragen der militärischen Entwicklung, Geschichte und Kampferfahrung der Streitkräfte der UdSSR, Errungenschaften der sowjetischen Wirtschaft, Wissenschaft, Technologie und Kultur zu schaffen.
1965 erschienen die ersten Ausgaben der Zeitschrift auf Englisch und Französisch: „Soviet Military Review“ und „Revue Militaire Sovietique“. Ab September 1971 gab es eine Ausgabe in Arabisch, ab 1972 auf Spanisch, ab 1978 auf Russisch, für ausländische Absolventen militärischer Bildungseinrichtungen der UdSSR, die im Ausland leben und die Kenntnisse der russischen Sprache beibehalten wollten. Ab 1979 erschien das Magazin in portugiesischer Sprache, ab 1983 in Dari-Persisch.
Die Zeitschrift wurde den Abonnenten sowohl per internationaler Post als auch über militärische Kanäle zugestellt: Sie wurde an Militärattachés in sowjetischen Botschaften, an Gruppen sowjetischer Militärberater und Spezialisten im Ausland sowie an offizielle sowjetische Militärdelegationen im Ausland versandt.
In den 1980er Jahren wurde das Magazin in 110 Ländern auf der ganzen Welt vertrieben. Die Redaktion bestand aus 72 Mitarbeitern, zur Redaktion gehörten 6 Auslandsredaktionen, ein Fotolabor, ein Sekretariat, ein Schreibmaschinenbüro und ein Büro.
Im Dezember 1989 wurde die Redaktion der Zeitschrift aufgelöst.

## Chefredakteure
- 1965–1967: Oberst Pjotr Michailowitsch Derewjanko (Пётр Михайлович Деревянко)
- 1967–1977: Oberst Anatoli Petrowitsch Korkeschkin (Анатолий Петрович Коркешкин)
- 1977–1982: Generalmajor Walentin Dmitrijewitsch Kutschin (Валентин Дмитриевич Кучин), Arabist, Kandidat der philosophischen Wissenschaften.
- 1982–1986: Kapitän des 1. Ranges Nikolai Iwanowitsch Tschitschatschow (Николай Иванович Чихачёв), Kandidat der Geschichtswissenschaften, Professor
- 1986–1989: Oberst Nikolai Timofejewitsch Welikanow (Николай Тимофеевич Великанов)[A 2]